# Grüner Messerfisch
Der Grüne Messerfisch (Eigenmannia virescens) ist ein Süßwasserfisch aus der Ordnung der Neuwelt-Messerfische (Gymnotiformes). Er kommt in Südamerika östlich der Anden vom Orinoko bis zum Río de la Plata und im westlich der Anden gelegenen Río Magdalena vor. Die Gattung wurde nach dem amerikanischen Ichthyologenehepaar Carl H. Eigenmann und Rosa Smith Eigenmann benannt, das Art-Epitheton virescens bedeutet hellgrün.

## Merkmale
Grüne Messerfische besitzen einen langgestreckten, seitlich stark abgeflachten Körper, der hinten in einem langen, peitschenähnlichen Schwanz ausläuft. Eine Schwanzflosse fehlt, ebenso die Rückenflosse und Bauchflossen. Männchen werden 45 cm lang, Weibchen bleiben mit 20 cm viel kleiner. Das Maul ist mit einer Zahnreihe besetzt. Die lange, sich fast über die gesamte Körperlänge erstreckende Afterflosse ist das Hauptantriebsorgan der Fische. Sie ermöglicht es ihnen durch wellenförmige Bewegungen sowohl vorwärts als auch rückwärts zu schwimmen und wird von 215 bis 255 Flossenstrahlen gestützt. Beim Rückwärtsschwimmen dient der stark bewegliche Schwanz als Tastorgan. So werden auch Spalten und Löcher gefunden, in die sich der Fisch verstecken kann. Die Brustflossen werden von einem harten Flossenstrahl und 17 bis 21 Weichstrahlen gestützt. Der Grüne Messerfisch ist durchscheinend fleischfarben, Kopf und Brust sind gelblich bis gelbrot. Bei auffallendem Licht schimmert er grünlich bis bläulich. Bei vielen Tieren sind blau irisierende bis graue Längsstreifen ausgebildet. Junge Grüne Messerfische können zusätzlich unregelmäßige Querstreifen haben. Die Fische besitzen ein schwaches elektrisches Organ. Experimente zeigten, dass es unter anderem zur Unterscheidung der Geschlechter dient.

## Lebensweise
Grüne Messerfische kommen in verkrauteten, langsam fließende bis stehenden Gewässern mit einem von verrottendem Pflanzenmaterial bedeckten Boden vor und bevorzugen größere Wassertiefen. Sie leben in einfach strukturierten sozialen Verbänden und sind nachtaktiv. In einer Gruppe paart sich nur das dominante Männchen. Weibchen legen bis zu 900 Eier, die einen Durchmesser von 1,5 mm haben und an Schwimmpflanzen geheftet werden. Bei einer Wassertemperatur von 27 °C schlüpfen die Jungfische nach drei Tagen.